# 白牛皮消
白牛皮消（学名：Cynanchum lysimachioides）是夹竹桃科鹅绒藤属的植物，是中国的特有植物。分布于中国大陆的四川、云南等地，生长于海拔1,300米至1,800米的地区，目前尚未由人工引种栽培。

## 异名
- Cynanchum likiangense W. T. Wang et P. T. Li